# Vaghasjen
Vaghasjen (armeniska: Վաղաշեն) är en ort i Armenien. Den ligger i provinsen Gegharkunik, i den centrala delen av landet, 70 kilometer öster om huvudstaden Jerevan. Vaghasjen ligger 1 950 meter över havet och antalet invånare är 3 235.
Terrängen runt Vaghasjen är kuperad söderut, men norrut är den platt. Närmaste större samhälle är Martuni, 2,2 kilometer väster om Vaghasjen. 
Trakten runt Vaghasjen består i huvudsak av gräsmarker. Runt Vaghasjen är det ganska tätbefolkat, med 72 invånare per kvadratkilometer.